# Obituarophilie

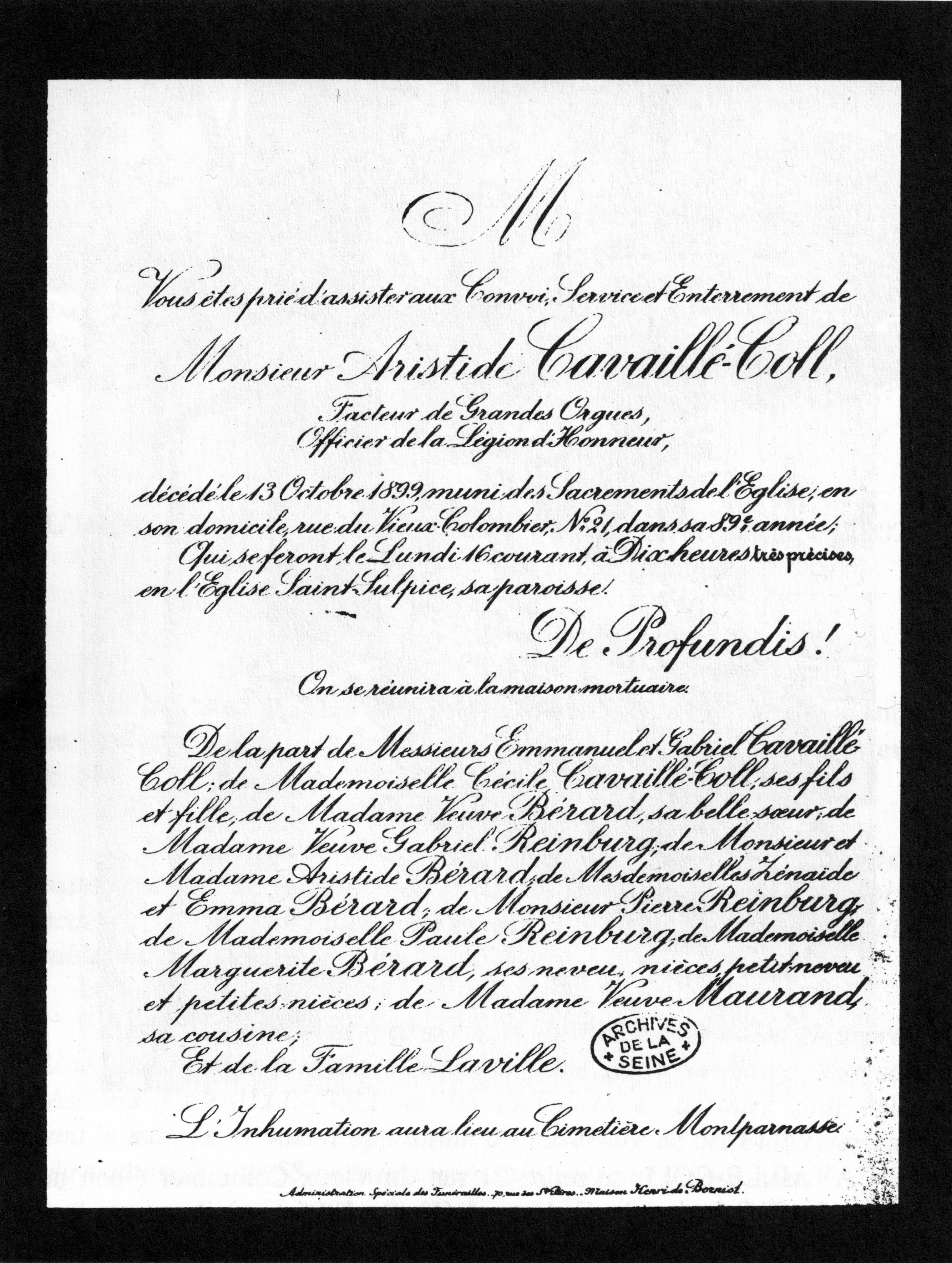
Faire-part de décès d'Aristide Cavaillé-Coll

L'obituarophilie est le besoin ressenti par une personne de faire la collection de faire-part de décès imprimés ou d'avis de décès publiés dans les journaux.

## Présentation
Ce terme nouveau, dont il n'existait pas, jusqu'alors, d'équivalent connu en français, a été proposé le 2 mars 2004 par un contributeur du newsgroup, en réponse à la question d'un autre contributeur, se disant collectionneur depuis seize ans, qui s'interrogeait sur le nom porté par ce type de collection.
L'inventeur du terme, se basant sur l'une des significations du mot obituaire, lequel signifie, selon le Petit Robert, « ce qui est relatif au décès », a proposé les termes suivants :
- obituarothèque (la collection),
- obituarophilie (le besoin de cette collection),
- obituarophile (le collectionneur).

Le terme d'obituaire était par exemple utilisé, par certaines fractions du clergé français, pour désigner des listes spécifiques de défunts parfois trouvées en annexe de certains registres paroissiaux : anniversaires de messes commandés par un défunt avant son trépas, par exemple, et cela sans rapport avec la succession des actes de sépulture notés au jour le jour dans lesdits registres. Le TLFi rapporte ainsi l'existence de « Registre obituaire », qui est un « livre contenant la liste des défunts pour l'anniversaire desquels une communauté devait prier ou célébrer un obit ».
Par ailleurs, en anglais, le terme obituary désigne les nécrologies publiées dans les journaux à l'occasion d'un décès.
Compte tenu de cette signification, il semblerait légitime de considérer les collectionneurs de nécrologies imprimées comme éprouvant un besoin lui aussi qualifiable d'obituarophilie.
La collection de faire-part de décès est différent de la collecte d'avis de décès publiés dans les journaux. Un faire-part de décès imprimé est diffusé à un cercle familial et amical ; un avis de décès publié dans un journal est imprimé à des centaines de milliers d'exemplaires. 

## Histoire des faire-part
En France, on trouve trace de faire-part de décès imprimés au moins dès la fin du XVIIIe siècle.